# Sissy Spacek
Sissy Spacek (nacida como Mary Elizabeth Spacek; Quitman, Texas, 25 de diciembre de 1949) es una actriz y cantante estadounidense. En cuanto a su trayectoria actoral, es una de las actrices más destacadas de su generación, habiendo participado en películas de una gran variedad de estilos como el drama, la comedia o el terror. Obtuvo un Premio Óscar, tres Premios Globos de Oro y cuatro nominaciones en los Premios BAFTA, así como también nominada en los Grammy y en los Primetime Emmy. 
Ganó prominencia internacional gracias a sus papeles principales como Holly Sargis en Badlands (1973)  de Terrence Malick, y como Carrie White en Carrie (1976) de Brian De Palma, basada en la novela homónima de Stephen King, que le deparó su primera nominación al Premio Oscar a Mejor actriz. 
Spacek ganó el Oscar por su interpretación de la cantante de música country Loretta Lynn en el musical biográfico Coal Miner's Daughter (1980). Sus otros papeles nominados en dicho premio fueron Missing (1982), The River (1984), Crímenes del corazón (1986) e In the Bedroom (2001).
Spacek también se aventuró en la música y grabó voces para el álbum de la banda sonora de Coal Miner's Daughter, que alcanzó el puesto número dos en la lista Billboard Top Country Albums y le valió una nominación al premio Grammy a la Mejor Interpretación Vocal Femenina de Country . También lanzó un álbum de estudio, Hangin 'Up My Heart (1983), que alcanzó el puesto 17 en la lista Billboard Top Country Albums.

## Primeros años
Sissy Spacek nació el 25 de diciembre de 1949 en Quitman, Texas. Es hija de Virginia Frances (apellido de soltera Spilman) y Edwin Arnold Spacek, Sr., un agente agricultor. Los abuelos paternos de Spacek, Mary Červenka y Arnold A. Špaček (quién sirvió como alcalde de Granger, Texas en el condado de Williamson), eran de origen checo y alemán. Su madre, de ascendencia inglesa e irlandesa, era del Valle Río Grande de Texas.
Spacek se vio muy afectada por la muerte de su hermano de 18 años, Robbie, en 1967. Spacek ha definido este evento como "el evento definitorio de toda mi vida".

## Carrera cinematográfica

Spacek junto al actor Tom Wilkinson en el Teatro Rockland, Maine (2005).

Spacek empezó en el mundo del cine de la mano de su primo Rip Torn, quien ya era actor y gracias al cual pudo inscribirse en el Actors Studio y en el Lee Strasberg Institute de Nueva York. Su primer papel fue en la película Prime Cut (Carne viva, 1972), donde interpretaba a una víctima de la trata de blancas. 
Su primer papel notable fue en la película Badlands (1973), donde conoció al director artístico Jack Fisk, con el que se casaría posteriormente. 
El papel con el que se daría a conocer mundialmente fue el de Carrie White en la película Carrie (1976), por la que fue nominada al Óscar a la mejor actriz. Aunque ese año no lo ganó, en 1980 lo consiguió por su papel en la película Coal Miner's Daughter, donde interpretaba a la estrella del country Loretta Lynn. 
También estuvo nominada a un Grammy por su interpretación en la banda sonora de esa película.
Más recientemente, se la ha visto en películas como Desaparecido (1982), Cuando el río crece (1984), Crímenes del corazón (1986), JFK: caso abierto (1991), Affliction (1997), Una historia verdadera (1999) o En la habitación (2001).

## Filmografía

### Cine
| Año  | Nombre                         | Papel                                |
| ---- | ------------------------------ | ------------------------------------ |
| 1970 | Trash                          | Chica en el bar                      |
| 1972 | Prime cut                      | Poppy                                |
| 1973 | Badlands                       | Holly Sargis                         |
| 1974 | Ginger in the morning          | Ginger                               |
| 1976 | Bienvenido a Los Ángeles       | Linda Murray                         |
| 1976 | Carrie                         | Carrie White                         |
| 1977 | 3 Women                        | Pinky Rose                           |
| 1980 | Heart Beat                     | Carolyn Cassady                      |
| 1980 | Coal Miner's Daughter          | Loretta Lynn                         |
| 1981 | Raggedy Man                    | Nita Longley                         |
| 1982 | Missing                        | Beth Horman                          |
| 1983 | The Man with Two Brains        | Anne Uumellmahaye (voz)              |
| 1984 | The river                      | Mae Garvey                           |
| 1985 | Marie: a true story            | Marie Ragghianti                     |
| 1986 | Violets are blue               | Augusta Sawyer                       |
| 1986 | 'night, Mother                 | Jessie Cates                         |
| 1986 | Crímenes del corazón           | "Babe" Magrath                       |
| 1990 | El largo camino a casa         | Miriam Thompson                      |
| 1991 | Hard promises                  | Christine Ann Coalter                |
| 1991 | JFK                            | Liz Garrison                         |
| 1994 | Trading Mom                    | Sra. Martin/Madre Naturaleza/Natasha |
| 1995 | El arpa de hierba              | Verena Talbo                         |
| 1997 | Affliction                     | Margie Fogg                          |
| 1999 | Blast from the Past            | Helen Thomas Webber                  |
| 1999 | The Straight story             | Rose Straight                        |
| 2001 | In the Bedroom                 | Ruth Fowler                          |
| 2002 | Tuck Everlasting               | Mae Tuck                             |
| 2004 | A Home at the End of the World | Alice Glover                         |
| 2005 | The Ring Two                   | Evelyn                               |
| 2005 | North Country                  | Alice Aimes                          |
| 2005 | Nueve vidas                    | Ruth                                 |
| 2005 | An American Haunting           | Lucy Bell                            |
| 2007 | Hot Rod                        | Marie Powell                         |
| 2007 | Gray Matters                   | Sydney                               |
| 2007 | Pictures of Hollis Woods       | Josie Cahill                         |
| 2008 | Four Christmases               | Paula                                |
| 2008 | Lake City                      | Maggie                               |
| 2009 | Get Low                        | Mattie Darrow                        |
| 2011 | The Help                       | Sra. Walters                         |
| 2012 | Deadfall                       | June Mills                           |
| 2018 | The Old Man & the Gun          | Jewel                                |
| 2022 | Sam & Kate                     | Tina                                 |
| 2025 | Die, My Love                   | Pam                                  |

### Documentales
- A decade under the influence (2003)
- River of Gold[3] (2016)

### Televisión
| Año       | Nombre                                        | Papel               | Notas                                                                               |
| --------- | --------------------------------------------- | ------------------- | ----------------------------------------------------------------------------------- |
| 1973      | Love, American style                          | Teri                | Episodio: "Love and the older love"                                                 |
| 1973      | The girls of Huntington House                 | Sara                | Película de TV                                                                      |
| 1973      | The Waltons                                   | Sarah Jane Simmonds | Episodios: "The townie"; "The odyssey"                                              |
| 1973      | The Rookies                                   | Barbara Tabnor      | Episodio: "Sound of silence"                                                        |
| 1974      | The migrants                                  | Wanda Trimpin       | Película de TV                                                                      |
| 1975      | Katherine                                     | Katherine Alman     | Película de TV                                                                      |
| 1978      | Verna: USO girl                               | Verna Vane          | Película de TV                                                                      |
| 1992      | A private matter                              | Sherri Finkbine     | Película de TV                                                                      |
| 1992      | Shelley Duvall's bedtime stories              | Narradora           | Temporada 1, episodio 4                                                             |
| 1994      | A place for Annie                             | Susan Lansing       | Película de TV                                                                      |
| 1995      | The good old boys                             | Spring Renfro       | Nominada - Primetime Emmy a la mejor actriz de reparto - Miniserie o telefilme      |
| 1995      | Streets of Laredo                             | Lorena Parker       | 3 episodios                                                                         |
| 1996      | Beyond the call                               | Pam O'Brien         | Película de TV                                                                      |
| 1996      | If These Walls Could Talk                     | Barbara Barrows     | Película de TV                                                                      |
| 2000      | Songs in ordinary time                        | Marie Fermoyle      | Película de TV                                                                      |
| 2002      | Last call                                     | Zelda Fitzgerald    | Nominada - Primetime Emmy a la mejor actriz de reparto - Miniserie o telefilme      |
| 2009      | Appalachia: a history of mountains and people | Narradora           | 4 episodios                                                                         |
| 2010      | Gimme shelter                                 | Adrienne Nourse     | Episodio piloto                                                                     |
| 2010-2011 | Big Love                                      | Marilyn Densham     | 5 episodios, nominada - Primetime Emmy a la mejor actriz invitada - Serie dramática |
| 2015-2017 | Bloodline                                     | Sally Rayburn       | 33 episodios                                                                        |
| 2018      | Castle Rock                                   | Ruth Deaver         | 8 episodios                                                                         |
| 2018      | Homecoming                                    | Ellen Bergman       | 6 episodios                                                                         |
| 2022      | Night Sky                                     | Irene York          | 8 episodios                                                                         |
| 2025      | Dying for Sex                                 | Gail                | Miniserie                                                                           |

## Discografía
Álbumes
- 1983: Hangin' Up My Heart

Sencillos
- 1980: "Coal Miner's Daughter" (incluido en la banda sonora de Coal Miner's Daughter) Country Songs: # 24[4]
- 1980: "Back in Baby's Arms" (incluido en la banda sonora de Coal Miner's Daughter)
- 1983: "Lonely but Only for You" (incluido en Hangin' Up My Heart) Country Songs: # 15[4]
- 1984: "If I Can Just Get Through the Night" (incluido en Hangin' Up My Heart) Country Songs: # 57[4]
- 1984: "If You Could Only See Me Now" (incluido en Hangin' Up My Heart) Country Songs: # 79[4]

## Premios y nominaciones
Premios Óscar
| Año  | Categoría    | Película              | Resultado |
| ---- | ------------ | --------------------- | --------- |
| 1977 | Mejor actriz | Carrie                | Nominada  |
| 1981 | Mejor actriz | Coal Miner's Daughter | Ganadora  |
| 1983 | Mejor actriz | Missing               | Nominada  |
| 1985 | Mejor actriz | The River             | Nominada  |
| 1987 | Mejor actriz | Crimes of the Heart   | Nominada  |
| 2002 | Mejor actriz | In the Bedroom        | Nominada  |

Premios BAFTA
| Año  | Categoría                    | Película              | Resultado |
| ---- | ---------------------------- | --------------------- | --------- |
| 1975 | Nueva actriz más prometedora | Badlands              | Nominada  |
| 1982 | Mejor actriz                 | Coal Miner's Daughter | Nominada  |
| 1983 | Mejor actriz                 | Missing               | Nominada  |
| 2002 | Mejor actriz                 | In the Bedroom        | Nominada  |

Premios Globos de Oro
| Año  | Categoría                            | Película                 | Resultado |
| ---- | ------------------------------------ | ------------------------ | --------- |
| 1981 | Mejor actriz - Comedia o musical     | Coal Miner's Daughter    | Ganadora  |
| 1982 | Mejor actriz - Drama                 | Raggedy Man              | Nominada  |
| 1983 | Mejor actriz - Drama                 | Missing                  | Nominada  |
| 1985 | Mejor actriz - Drama                 | The River                | Nominada  |
| 1987 | Mejor actriz - Comedia o musical     | Crimes of the Heart      | Ganadora  |
| 2002 | Mejor Actriz - Drama                 | In the Bedroom           | Ganadora  |
| 2008 | Mejor actriz - Miniserie o telefilme | Pictures of Hollis Woods | Nominada  |

Premios del Sindicato de Actores
| Año  | Categoría                            | Película          | Resultado |
| ---- | ------------------------------------ | ----------------- | --------- |
| 1995 | Mejor actriz - Miniserie o telefilme | A Place for Annie | Nominada  |
| 2002 | Mejor actriz                         | In the Bedroom    | Nominada  |
| 2002 | Mejor reparto                        | In the Bedroom    | Nominada  |
| 2002 | Mejor actriz - Miniserie o telefilme | Midwives          | Nominada  |
| 2012 | Mejor reparto                        | The Help          | Ganadora  |

Premios Primetime Emmy
| Año  | Categoría                                       | Trabajo           | Resultado |
| ---- | ----------------------------------------------- | ----------------- | --------- |
| 1995 | Mejor actriz de reparto - Miniserie o telefilme | The good old boys | Nominada  |
| 2002 | Mejor actriz de reparto - Miniserie o telefilme | Last call         | Nominada  |
| 2010 | Mejor actriz invitada - Serie dramática         | Big Love          | Nominada  |

Premios Grammy
| Año  | Categoría                                   | Trabajo               | Resultado |
| ---- | ------------------------------------------- | --------------------- | --------- |
| 1981 | Mejor interpretación vocal country femenina | Coal Miner's Daughter | Nominada  |

Premios Satellite
| Año  | Categoría                       | Película           | Resultado |
| ---- | ------------------------------- | ------------------ | --------- |
| 1999 | Mejor Actriz de Reparto - Drama | The Straight Story | Nominada  |
| 2001 | Mejor actriz - Drama            | In the Bedroom     | Ganadora  |

Premios Saturn
| Año  | Categoría               | Película            | Resultado |
| ---- | ----------------------- | ------------------- | --------- |
| 1999 | Mejor actriz de reparto | Blast from the Past | Nominada  |
| 2002 | Mejor actriz de reparto | Tuck Everlasting    | Nominada  |